# Eleccions legislatives franceses de 2007
Les eleccions legislatives franceses de 2007 es van dur a terme el 10 i 17 de juny de 2007. Les va convocar Nicolas Sarkozy després de guanyar les eleccions presidencials franceses de 2007, i assolí una aclaparadora victòria de la Unió pel Moviment Popular.

## Antecedents
Des del 2002, les eleccions presidencials i les legislatives se celebren el mateix any per evitar el risc de cohabitació.
Les eleccions legislatives se celebraren un mes després de la segona ronda de les eleccions presidencials. Després de guanyar les eleccions presidencials, Nicolas Sarkozy va dimitir com a líder de l'Unió per a un Moviment Popular.

## Sistema electoral
Els 577 membres de l'Assemblea Nacional Francesa s'elegeixen seguint un sistema de segona volta amb escrutini uninominal majoritari en circumscripcions uninominals.

## Resultats

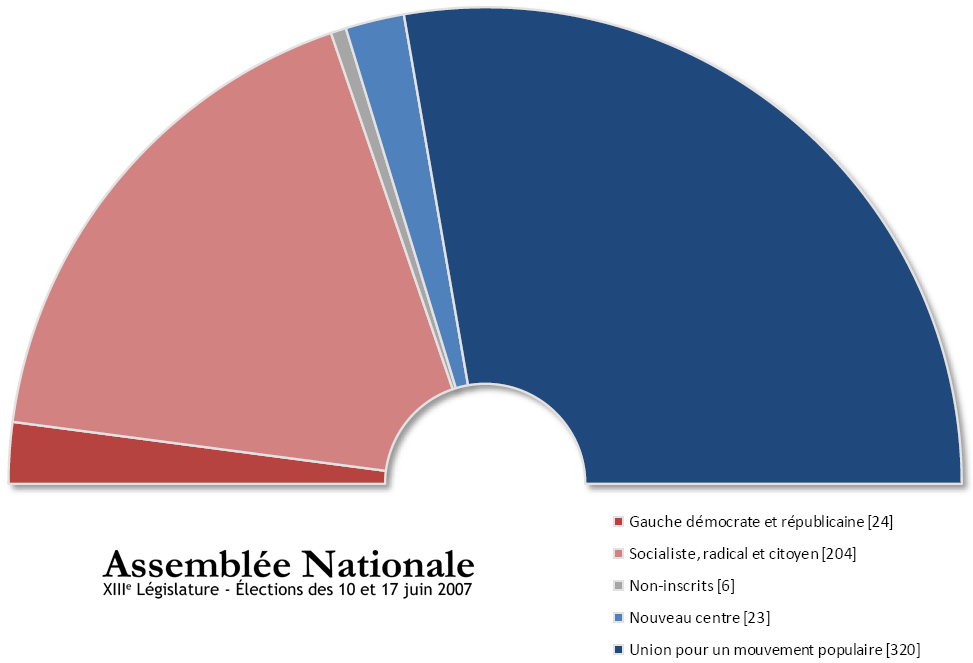
Composició de l'Assemblea sortint

Mapa dels resultats de les eleccions de 2007

| Electors      | Vots (primera volta) | Vots (primera volta) | Vots (segona volta) | Vots (segona volta) |
| ------------- | -------------------- | -------------------- | ------------------- | ------------------- |
| Inscrits      | 43 888 779           | 100%                 | 35 223 911          | 100%                |
| Abstenció     | 17.363.796           | 39,56%               | 14.093.565          | 40,01%              |
| Votants       | 26.524.983           | 60,44%               | 21.130.346          | 59,99%              |
| Blancs i nuls | 501.931              | 1,89%                | 723.561             | 3,42%               |
| Vàlids        | 26.023.032           | 98,11%               | 20.406.785          | 96,58%              |

| Partits polítics o coalicions | Partits polítics o coalicions                  | Vots (primera volta) | Vots (primera volta) | Vots (primera volta) | Escons obtinguts a la primera volta | Escons obtinguts a la primera volta | Vots (segona volta) | Vots (segona volta) | Vots (segona volta) | Total dels sièges obtinguts | Total dels sièges obtinguts | Total dels sièges obtinguts |
| Partits polítics o coalicions | Partits polítics o coalicions                  | #                    | %                    | +/-                  | #                                   | +/-                                 | #                   | %                   | +/-                 | #                           | %                           | +/-                         |
| ----------------------------- | ---------------------------------------------- | -------------------- | -------------------- | -------------------- | ----------------------------------- | ----------------------------------- | ------------------- | ------------------- | ------------------- | --------------------------- | --------------------------- | --------------------------- |
|                               | Unió pel Moviment Popular (UMP)                | 10.289.028           | 39,54                | +6,24                | 98                                  | +50                                 | 9.463.408           | 46,37               | - 0,89              | 313                         | 54,2                        | -49                         |
|                               | Divers droite (DVD)                            | 641.600              | 2,47                 | - 0,82               | 2                                   | 0                                   | 238.585             | 1,17                | - 0,12              | 9                           | 1,6                         | +1                          |
|                               | Majoria presidencial (amb NC-PSLE)             | 616.443 (416.361)    | 2,37 (2,04)          | -                    | 7 (6)                               | -                                   | 432921              | 2,12                | -                   | 22 (17)                     | 3,8                         | -                           |
|                               | Moviment per França (MPF)                      | 312.587              | 1,20                 | +0,40                | 1                                   | 0                                   | 0                   | 0                   | 0                   | 1                           | 0,2                         | 0                           |
|                               | Majoria presidencial                           | 11.859.658           | 45,57                |                      | 108                                 |                                     |                     | 49,66               |                     | 345                         |                             |                             |
|                               |                                                |                      |                      |                      |                                     |                                     |                     |                     |                     |                             |                             |                             |
|                               | Partit Socialista (PS)                         | 6.436.136            | 24,73                | +0,62                | 1                                   | 0                                   | 8.622.529           | 42,25               | +6,99               | 186                         | 32,2                        | +46                         |
|                               | Partit Comunista Francès (PCF)                 | 1.115.719            | 4,29                 | - 0,53               | 0                                   | 0                                   | 464739              | 2,28                | - 0,98              | 15                          | 2,6                         | -6                          |
|                               | Les Verts                                      | 845.884              | 3,25                 | - 1,26               | 0                                   | 0                                   | 90975               | 0,45                | - 2,74              | 4                           | 0,7                         | +1                          |
|                               | Divers gauche (DVG) amb MRC                    | 513.457              | 1,97                 | +0,88                | 0                                   | 0                                   | 503.674             | 2,47                | +1,20               | 15                          | 2,6                         | +9                          |
|                               | Partit Radical d'Esquerra (PRG)                | 343.580              | 1,32                 | - 0,23               | 0                                   | 0                                   | 333.189             | 1,63                | - 0,52              | 7                           | 1,2                         | -1                          |
|                               | Esquerra parlementària                         | 9.254.776            | 35,56                |                      | 1                                   |                                     |                     | 49,08               |                     | 227                         |                             |                             |
|                               |                                                |                      |                      |                      |                                     |                                     |                     |                     |                     |                             |                             |                             |
|                               | UDF - Moviment Demòcrata (MoDem)               | 1.981.121            | 7,61                 | +2,76                | 0                                   | 0                                   | 100.106             | 0,49                | -3,43               | 3                           | 0,5                         | -23                         |
|                               | Front Nacional (FN)                            | 1.116.005            | 4,29                 | - 7,05               | 0                                   | 0                                   | 17.107              | 0,08                | - 1,17              | 0                           | 0,0                         | 0                           |
|                               | Extrema esquerra (EXG) amb LCR & LO            | 887.887              | 3,41                 | +0,62                | 0                                   | 0                                   | 0                   | 0                   | 0                   | 0                           | 0,0                         | 0                           |
|                               | Divers i sense etiqueta                        | 267.987              | 1,03                 | +1,03                | 0                                   | 0                                   | 33.068              | 0,16                | +0,10               | 1                           | 0,2                         | 0                           |
|                               | Cacera, Pesca, Natura i Tradició (CPNT)        | 213.448              | 0,82                 | - 0,85               | 0                                   | 0                                   | 0                   | 0                   | 0                   | 0                           | 0,0                         | 0                           |
|                               | Divers ecologistes                             | 208.465              | 0,80                 | - 0,37               | 0                                   | 0                                   | 0                   | 0                   | 0                   | 0                           | 0,0                         | 0                           |
|                               | Reionalistes, autonomistes it independentistes | 131.585              | 0,51                 | +0,25                | 0                                   | 0                                   | 106.459             | 0,52                | +0,38               | 1                           | 0,2                         | +1                          |
|                               | Extrema dreta (EXD) amb MNR                    | 102.100              | 0,39                 | -0,94                | 0                                   | 0                                   | 0                   | 0                   | 0                   | 0                           | 0,0                         | 0                           |

| Grup                          | Membres | Afiliatss | Total | %     |
| ----------------------------- | ------- | --------- | ----- | ----- |
| UMP                           | 314     | 6         | 320   | 55,5  |
| Socialista, radical i citoyen | 186     | 18        | 204   | 35,4  |
| GDR                           | 24      | 0         | 24    | 04,2  |
| NC                            | 20      | 3         | 23    | 04,0  |
| No inscrits                   | 6       | 0         | 6     | 01,0  |
| Total                         | 551     | 26        | 577   | 100,0 |

## Diputats per laCatalunya del Nord
- 1a Circumscripció - Daniel Mach (UMP)
- 2a Circumscripció - Arlette Franco (UMP)
- 3a Circumscripció - François Calvet (UMP)
- 4a Circumscripció - Jacqueline Irles (UMP)

## Conseqüències
Tot i que la majoria presidencial fou reelegida amb majoria absoluta, va perdre representació en comparació amb les eleccions de 2002. Nicolas Sarkozy va nomenar primer ministre a François Fillon, que va obrir el seu nou govern de a les personalitats d'esquerra, creant de fortes tensions a l'Unió per a un Moviment Popular.